# Hendrica Brand
Hendrica Brand, född 1758, död 1813, var en nederländsk affärsidkare. Hon var chef för tobaksfirman De Weduwe J. van Nelle 1811-1813 efter sin make, och denna firma blev sedan ett känt tobaksmärke som bar hennes namn. 